# Saint-Vaury
Saint-Vaury é uma comuna francesa na região administrativa da Nova Aquitânia, no departamento de Creuse. Estende-se por uma área de 46,5 km². Em 2010 a comuna tinha 1 858 habitantes (densidade: 40 hab./km²).